# Krasnoznamensk (Oblast' di Kaliningrad)
Krasnoznamensk in russo Краснознаменск?) è una città della Russia, nell'oblast' di Kaliningrad. Storicamente appartenuta alla Germania, fu nota fino al 1938 con il nome di Lasdehnen, e da quell'anno al 1945 come Haselberg.